# Juan Pablo Forero
Juan Pablo Forero Carreño (Tabio, 3 augustus 1983) is een Colombiaans professioneel wielrenner die elke ritwinst tot nog toe vierde in Zuid- of Noord-Amerika.

## Belangrijkste overwinningen
2003
- Wereldbekerwedstrijd ploegenachtervolging Aguascalientes (met José Serpa, Alexander González en Carlos Alzate)

2005
- 5e etappe Ronde van Valle del Cauca
- Colombiaans kampioen op de weg, Beloften
- Proloog Ronde van Ecuador

2006
- 6e etappe Ronde van Colombia
- 11e etappe Ronde van Colombia
- 15e etappe Ronde van Colombia

2007
- 1e etappe Ronde van Valle del Cauca
- Pan-Amerikaans kampioen ploegenachtervolging, Elite (met Carlos Alzate, Jairo Pérez en Arlex Castro)

2008
- 4e etappe Clásico RCN

2010
- 1e etappe Ronde van Valle del Cauca
- 4e etappe Ronde van Valle del Cauca

2012
- 5e etappe Ronde van Colombia

## Resultaten in voornaamste wedstrijden
| Jaar | Milaan-San Remo |
| ---- | --------------- |
| 2012 | 123e            |